# Organización

Representación de relaciones organizativas figurativas de integrantes de un grupo humano.

Una organización es un grupo de personas que trabajan en conjunto para crear valor agregado satisfaciendo necesidades de su grupo de interés. La organización es un sistema abierto y dinámico que opera dentro e interactúa con el ambiente.
Desde la Segunda Revolución Industrial y, sobre todo, desde inicios del siglo XX, se puede afirmar que, vivimos en un mundo organizacional. Nacemos dentro de organizaciones y nos educamos en ellas. Adquirimos buena cantidad de nuestros alimentos en organizaciones y además  estos son producidos por organizaciones; y dedicamos gran parte de nuestro tiempo trabajando en ellas o para ellas. También acudimos a ellas cuando disfrutamos de nuestro tiempos de ocio o desarrollamos nuestra actividad espiritual. Es decir, la mayor parte de nuestras vidas transcurre en organizaciones o en contacto con organizaciones. Nacemos, vivimos y morimos en organizaciones o en contacto estrecho con ellas.
Más aún, la organización es un fenómeno cuyas manifestaciones son tan remotas como la misma sociedad humana, es decir, la organización entre varios individuos, tal y como se encuentra en las primeras comunidades familiares prehistóricas, tribus, clanes, precedieron, sin duda, a la formación de esa colectividad más amplia que hoy conocemos bajo el nombre de sociedad.
Entonces, se la puede entender como un acuerdo deliberado de personas para llevar a cabo un propósito específico. Es decir, una organización es una herramienta que utilizan las personas para coordinar sus acciones con el fin de obtener algo que desean o valoran, o sea, lograr sus metas. Por lo cual, una organización es la respuesta a alguna necesidad humana y el medio de satisfacerla.
En organizaciones lucrativas dicho valor agregado se traduce en utilidades que repartirán dividendos o remunerarán el capital invertido; en organizaciones no lucrativas se satisfarán necesidades, pudiendo obtener utilidades pero sin remunerar al capital o distribuir dividendos.
Las organizaciones son el objeto de estudio de la ciencia de la Administración, a su vez de otras disciplinas tales como la Sociología de las organizaciones, la Economía de la empresa y la Psicología de las organizaciones

## Características
Una organización, es un grupo social compuesto por personas naturales, tareas y administraciones que forman una estructura sistemática de relaciones de interacción, tendientes a producir bienes, servicios o normativas para satisfacer las necesidades de una comunidad dentro de un entorno, y así poder lograr el propósito distintivo que es su misión. Es un sistema de actividades conscientemente coordinadas formado por dos o más personas; la cooperación entre ellas es esencial para la existencia de la organización. Una organización solo existe cuando hay personas capaces de comunicarse y que están dispuestas a actuar conjuntamente para lograr un objetivo común. Es un conjunto de cargos con reglas y normas de comportamiento que han de respetar todos sus miembros, y así generar el medio que permite la acción de una empresa. La organización es el acto de disponer y coordinar los recursos disponibles (materiales, humanos y financieros). Funciona mediante normas y bases de datos que han sido dispuestas para estos propósitos.
Se puede decir que las organizaciones tienen 3 aspectos en común:
1. Una organización tiene un propósito definido. Este propósito generalmente se expresa a través de objetivos que la organización espera cumplir;
2. Cada organización está formada por personas. Cuenta con ellas para realizar el trabajo necesario para que la organización logre sus metas;
3. Todas las organizaciones crean una estructura deliberada dentro de la cual los miembros realizan su trabajo. Esa estructura puede ser abierta y flexible, sin deberes laborales específicos o un estricto apego a acuerdos de trabajo explícitos.

### Fundamentos
Los fundamentos básicos que demuestran la importancia de la organización son:
- Es de carácter continuo; jamás se puede decir que ha terminado, dado que la empresa y sus recursos están sujetos a cambios constantes (expansión, contracción, nuevos productos, etc.), lo que obviamente redunda en la necesidad de efectuar cambios en la organización.
- Es un medio a través del cual se establece la mejor manera de lograr los objetivos del grupo social.
- Suministra los métodos para que se puedan desempeñar las actividades eficientemente, con un mínimo de esfuerzos.
- Evita la lentitud e ineficiencia en las actividades, reduciendo los costos e incrementando la productividad.
- Reduce o elimina la duplicidad de esfuerzos, al delimitar funciones o responsabilidades.

## Estructura
La estructura organizacional es el patrón de relaciones entre los componentes o de las partes de la organización, que no debe confundirse con los procesos organizacionales. Pueden diferenciarse dos partes: La estructura organizativa formal y la informal.
- La organización formal es aquella que se basa en el conjunto de relaciones explicitadas por la dirección, no es espontánea porque se planifica deliberadamente, las relaciones entre individuos son preestablecidas, sus miembros se escogen según normas de selección. "estas organizaciones poseen sistemas y estructuras oficiales y definidas para el control, las decisiones a tomar y la comunicación." (Polanco, Y. J., Santos, P., & Cruz, G. A. D. L. 2020)[5]
- La organización informal son el conjunto de relaciones informales, es decir, que no han sido definidas explícitamente y responden básicamente a las necesidades sociales como la amistad y la pertenencia a un grupo.

La estructura real de la organización se basa en el conjunto de relaciones formales e informales.
De acuerdo con Mintzberg se identifican 5 elementos:
1. Ápice estratégico: aquí se encuentra la alta dirección de la empresa, la cual tiene una responsabilidad global. La función esencial consiste en garantizar que la organización funcione adecuadamente y cumpla sus objetivos; tienen diversas tareas:Estructura típica definida por Henry Mintzberg.
  1. Supervisión Directa
  2. Relación con el entorno

Estructura típica definida por Henry Mintzberg.

  3. Formulación de la estrategia a seguir
2. Línea Media: son los directivos que vinculan la dirección general con el núcleo de operaciones. Las funciones que se le atribuyen son:      
  1. Enlace vertical ascendente y descendente
  2. Enlace horizontal entre ellos
  3. Tomar decisiones y resolver problemas en su ámbito de actividad
3. Núcleo de Operaciones: es el encargado del trabajo básico de producción de bienes y servicios. Las funciones básicas que desarrollan son:       
  1. Aprovisionamiento de Inputs
  2. Producción
  3. Comercialización
  4. Apoyo a las funciones previas.
4. Tecnoestructura: Formada por analistas que no son directivos y no participan en el flujo del trabajo, sino que diseñan y planifican. Puede haber dos tipos:
  1. Analistas de adaptación: se ocupan de estudiar los cambios necesarios que hay que introducir en la organización.
  2. Analistas de control: su función consiste en la búsqueda de estabilidad y normalización de las pautas de la actividad de la empresa.
5. Staff de apoyo: son un conjunto de unidades especializadas que no participan directamente en la producción de bienes y servicios, sino que su objetivo consiste en apoyar a la organización mediante la prestación de tareas y servicios especializados, como lo pueden ser limpieza, seguridad, etc.[6]

### Sistemas administrativos y de información
Toda estructura funcionará basándose en los sistemas de operaciones, administrativos y de información implantados en la organización para ayudar a la toma de decisiones. Como sistemas básicos, pueden existir, sistema de Información operativa; sistema de información gerencial; sistemas de información ejecutiva. Y la comunicación organizacional entre los distintos niveles o grupos o personas en la organización.

### Procesos
Mediante los procesos es que se pone en funcionamiento real y operacional a la organización, para esto se diseñarán procesos organizacionales y el flujo de tareas laborales a seguir, en cuanto a orden y tiempo, para el cumplimiento de los objetivos y fines organizacionales.

## Modelos
Los modelos son representaciones simplificadas de la realidad y ayudan a comprender la organización tomando en consideración distintos elementos. Es decir, es entender las organizaciones desde distintas perspectivas o ángulos de análisis. Estos modelos se superponen en algunos análisis pero siempre se complementan para una comprensión organizacional amplia. Aquí se exponen los modelos más habituales y básicos, hay muchas variantes de los mismos y además aplicados a organizaciones en particular; y también modelos de factores específicos de estos modelos globales.

#### Niveles de toma de decisión

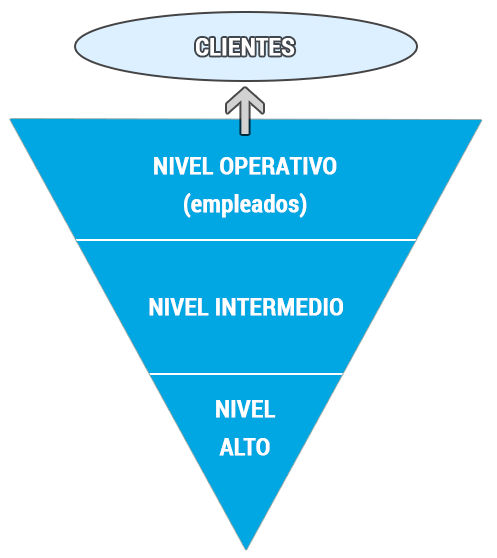

En esta pirámide invertida se muestra al cliente como el fin de la existencia de la organización, y los distintos niveles de decisión organizacional. El nivel operativo que es el más básicos donde se toman decisiones rutinarias y de corto alcance donde se encuentran los jefes o supervisores y operarios, el nivel táctico o intermedio donde se toman decisiones de corto plazo anuales por gerentes funcionales o departamentales y en el vértice, el máximo nivel que es el estratégico donde gerente general, directores o dueños toman decisiones que impactan en el largo plazo de la vida de la organización.

#### Por departamentos u órganos funcionales (organigrama)
Aquí se estructura departamentalmente la organización teniendo en cuenta los niveles de decisión (piramidal) y por las distintas áreas de competencias, autoridad y tareas a desarrollar.

#### Fusión de niveles de decisión y autoridad (piramidal)

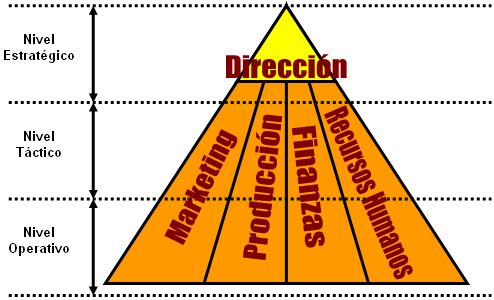

Aquí se pueden apreciar la organización por niveles de toma de decisión y autoridad, junto con las funciones típicas de cualquier organización: comercialización, producción u operaciones, finanzas y RR.HH o personal, y la función de dirección que coordina globalmente todas las áreas o funciones.

#### Pirámide organizacional y flujos
Aquí la pirámide organizacional se divide entre línea ejecutiva o gerencia, tecnoestructura y equipo directivo de apoyo. Y nos muestra que circularán en la organización flujos de información en forma vertical y horizontal, y también flujos de decisiones y de control. Y en la base se observa el flujo de operaciones realizado por supervisores y operarios o personal de base, como ser: producción de bienes o servicios, ventas, tareas administrativas, etc.

#### Círculos de calidad y participación de empleados
Aquí los proyectos son compartidos por distintos estamentos de la empresa. La dirección explica el proyecto a los empleados descendiendo por la jerarquía decisional. Este proyecto es discutido por los mandos intermedios de la organización, y de aquí una vez acordado es comunicado a la base organizacional. Los progresos y avances logrados son comunicados en la organización. Es una organización de construcción más colectiva y participativa menos jerárquica.

#### Actividades generadoras de valor para el cliente

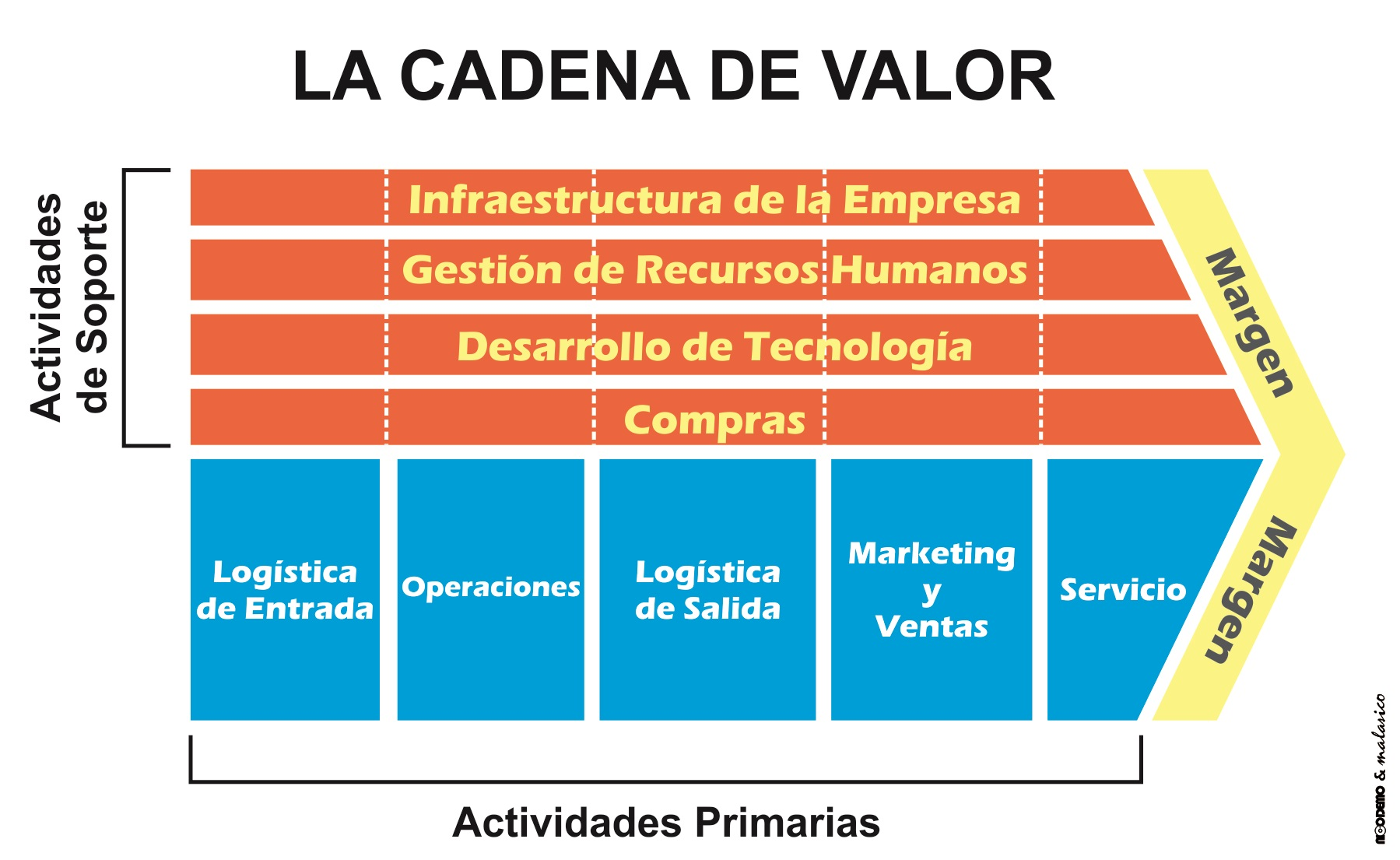

La cadena de valor representa a la organización en sus actividades primarias o básicas encargadas de generar y entregar valor al cliente, y una serie de actividades secundarias, de soporte, que dan apoyo a las actividades primarias en la generación y entrega de valor, obteniendo la organización un margen de ganancia.

#### 7 s de McKinsey

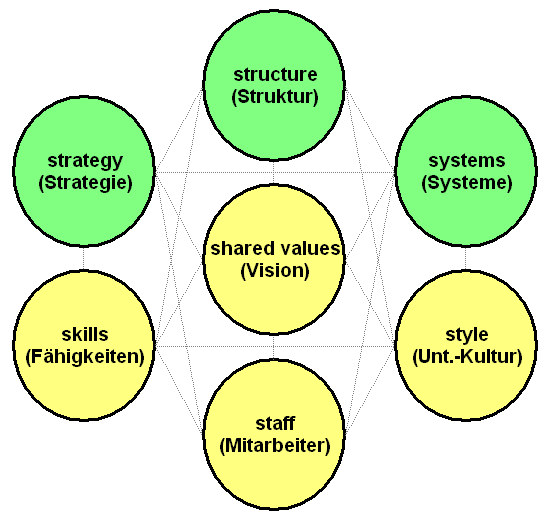

El modelo de las 7 S de McKinsey pone énfasis en la organización como sistema y la relación, influencia e interdependencia de sus elementos entre sí. Estos elementos son: la estructura organizacional, la estrategia, los sistemas, la visión y valores, las habilidades o capacidades, el personal o recurso humano, y el estilo o forma de toma de decisiones, de liderazgo y de realización de actividades. Nos alerta de la complejidad sistémica y divide a los elementos en dos grupos, los Hard: estrategia, estructura y sistema, y los elementos soft: visión y valores, personal, habilidades, estilo.

#### Penta de desarrollo organizacional
Aquí se consideran los elementos claves de la organización y dentro de estos sus subelementos; como se relacionan e influyen entre sí, y además se vincula la organización con el mercado. Incluye y contempla el análisis prospectivo y el aprendizaje organizacional para el desarrollo

#### Canvas

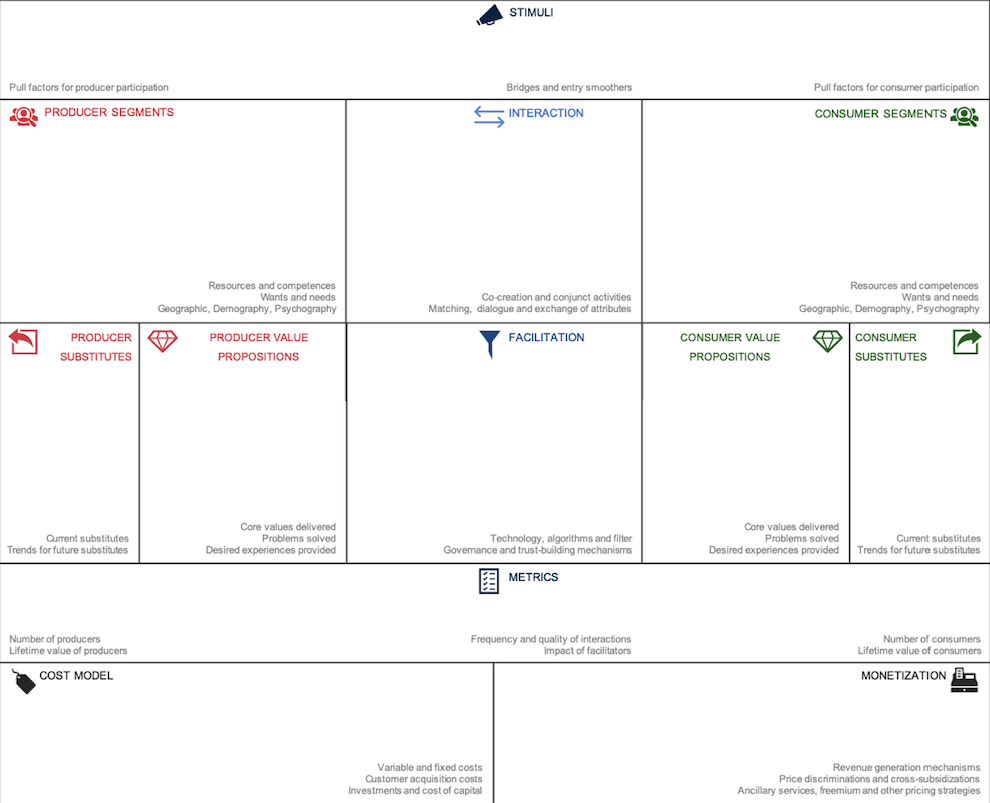
Canvas

Aquí se ponen de relieve las distintas actividades organizacionales y se exige una breve explicación de su desarrollo o realización. Su utilidad radica en la sencillez visual para poder comunicar a no expertos la organización y modelo de negocio, dado que queda en un análisis básico.

#### Competencias, capacidades o habilidades claves
Aquí se analiza los factores organizaciones simbolizados en la pirámide organizacional en relación con el mercado y las distintas capacidades y habilidades que se poseen o a desarrollar, es decir, dinámicas.

#### La organización como dinámica temporal
Aquí se da a entender que las organizaciones deben cambiar a través del tiempo por medio del planeamiento, tanto estratégico como táctico, desde una misión actual a una visión futura adaptada a un contexto futuro estimado. Es decir, la organización de hoy será distinta de la de mañana, y el planeamiento marcará el rumbo a seguir para alcanzar esta visión.

#### Organización y entorno
Aquí se visualiza a la organización en relación con su entorno, que se divide en micro entorno o entorno directo: competencia, clientes, proveedores, socios o colaboradores externos y otros organismos, y macro entorno o entorno mediato: factores tecnológicos, políticos, culturales, económicos, internacionales, jurídicos, etc. Permite entender  a la organización en relación con el ambiente.

## Metáforas
Para comprender las organizaciones se ha recurrido habitualmente al uso de metáforas; las típicas y tradicionales han sido de orientación biologicístas y mecanicistas, pero se han usado muchas otras. Estas distintas metáforas usadas fueron recogidas por Gareth Morgan y publicadas en el libro Imágenes de la organización, y tratadas por muchos otros autores.
Estas metáforas pueden proporcionar diferentes perspectivas para comprender las complejidades de una organización y pueden ser útiles para analizar su funcionamiento, identificar problemas y diseñar intervenciones.  Ellas son:
- La organización como máquina: se ve a la organización como un sistema mecánico con partes interconectadas que trabajan juntas para lograr un objetivo común. Se enfoca en la eficiencia, la estandarización y el control de procesos.
- La organización como organismo: aquí la organización se compara con un ser vivo que crece, se adapta y se desarrolla. Se presta atención a la salud organizacional, la cultura y la capacidad de respuesta al entorno.
- La organización como cerebro: se ve como un sistema cognitivo que procesa información, toma decisiones y aprende. Se enfoca en la inteligencia organizativa, la innovación y la capacidad de aprender de los errores.
- La organización como cultura: esta metáfora destaca la importancia de los valores compartidos, las normas y las creencias dentro de la organización. Se centra en la identidad colectiva, la cohesión y la forma en que los valores influyen en el comportamiento organizacional.
- La organización como sistema político: la organización se compara con un sistema político, con luchas de poder, coaliciones y conflictos de intereses. Se presta atención a la distribución de poder, la toma de decisiones y las dinámicas de poder dentro de la organización.
- La organización como instrumento de dominación: sugiere que la organización puede ser vista como un instrumento de dominación y control, donde el poder se utiliza para influir y manipular a los empleados, enfocándose en las relaciones de poder y la resistencia organizacional.[7][8]

## Tipos
Hay una variedad de tipos legales de organizaciones, incluidas corporaciones, gobiernos, organizaciones no gubernamentales, organizaciones políticas, organizaciones internacionales, fuerzas armadas, organizaciones benéficas, organizaciones sin fines de lucro, asociaciones, cooperativas e instituciones educativas, etc. 
Una organización híbrida es un organismo que opera tanto en el sector público como en el privado simultáneamente, cumpliendo funciones públicas y desarrollando actividades comerciales de mercado. 
Una asociación voluntaria es una organización formada por voluntarios. Dichas organizaciones pueden operar sin formalidades legales, dependiendo de la jurisdicción, incluidos clubes informales u organismos de coordinación con un objetivo en mente que pueden expresar en forma de manifiesto, declaración de misión o de manera informal reflejada en lo que hacen. porque recuerde que cada acción realizada por una organización, tanto legal como ilegal, refleja un objetivo en mente.
Las organizaciones también pueden operar en secreto o ilegalmente en el caso de sociedades secretas, organizaciones criminales y movimientos de resistencia. Y en algunos casos puede haber obstáculos de otras organizaciones.
Lo que hace que una organización sea reconocida por el gobierno es completar su registro o incorporación o el reconocimiento en forma de presión social (p. ej., grupo de interés) o ser considerado el portavoz de un grupo de personas. 
Las organizaciones e instituciones pueden ser usados como sinónimos. Jack Knight escribe que las organizaciones son una versión restringida de las instituciones o representan un grupo de instituciones.

## Recursos
Son los necesarios para desarrollar sus actividades al llevar a cabo su fin, difieren según sus actividades.
Recursos:
- Dinero para adquirir los recursos.
- Materias primas o insumos que se transforman en un proceso y se convierte en productos denominados bienes o servicios.
- Inmuebles, instalaciones y rodados necesarios para llevar a cabo el proceso productivo y las actividades.
- Maquinaria y herramientas utilizadas en el proceso productivo.
- Recursos humanos: el elemento activo (dueños, accionistas, socios, trabajadores).
- Recursos naturales: tierra, agua, aire, gas, y energía en todas sus formas (eléctrica, solar, hídrica, combustible).
- Recursos tecnológicos: medios para lograr un objetivo. Son los modos de obrar, hacer o producir (métodos, técnicas y procedimientos utilizados en la organización).
- Recursos cognitivos: ideas, conocimientos e información originadas en el intelecto humano y en el avance tecnológico y científico.
- Recursos intangibles: marcas, nombres y prestigio para acceder y posicionarse en el mercado.

## Teorías
Las teorías de la organización son marcos conceptuales que intentan explicar cómo funcionan las organizaciones, cómo se estructuran, cómo se comportan, cómo interactúan con su entorno y cómo logran sus objetivos eficientemente. A lo largo del tiempo, se han desarrollado varias teorías que ofrecen diferentes perspectivas sobre estos aspectos. Aquí hay una enumeración y descripción de algunas de las principales:
1. Teoría Clásica de la Administración: Sus autores principales son Henri Fayol y Frederick Taylor a principios del siglo XX, esta teoría se enfoca en los principios de la administración científica y la organización jerárquica del trabajo. Destaca la división del trabajo, la autoridad y la responsabilidad, la especialización, la coordinación y la centralización.
2. Teoría de la Burocracia: Propuesta principalmente por Max Weber, esta teoría describe una forma de organización caracterizada por una estructura jerárquica, reglas y procedimientos formales, impersonalidad en las relaciones y especialización del trabajo. La burocracia busca la eficiencia y la racionalidad en la toma de decisiones. Destacó la existencia de la organización informal.
3. Teoría de las Relaciones Humanas: Surgida como una crítica a la teoría clásica, con principal referente Elton Mayo, la teoría de las relaciones humanas se centra en el aspecto humano de las organizaciones. Destaca la importancia de las relaciones interpersonales, la motivación de los empleados, el liderazgo y la comunicación en el lugar de trabajo.
4. Teoría de la Contingencia: Esta teoría sostiene que no existe un enfoque universalmente válido para administrar una organización, sino que las acciones administrativas deben adaptarse a las circunstancias particulares o contingencias que enfrenta la organización. Destaca la necesidad de flexibilidad y adaptación en la administración.
5. Teoría de los Sistemas Organizacionales: Esta teoría considera a las organizaciones como sistemas abiertos que interactúan con su entorno. Se enfoca en cómo las organizaciones procesan información, responden a estímulos externos y mantienen su equilibrio interno. Destaca la importancia de la retroalimentación y la adaptación continua.
6. Teoría de la Excelencia Organizacional: Esta teoría se centra en identificar las mejores prácticas y procesos para lograr la excelencia en la gestión y el rendimiento organizacional. Busca identificar y promover los factores que contribuyen al éxito sostenido de una organización.
7. Teoría de la Complejidad Organizacional: Inspirada en la teoría de los sistemas complejos, esta perspectiva considera a las organizaciones como entidades dinámicas y adaptativas, sujetas a cambios impredecibles y a la emergencia de patrones no lineales. Destaca la importancia de la autoorganización y la adaptabilidad.

Estas son solo algunas de las teorías más prominentes en el campo de la organización, pero existen muchas otras que tal vez puedan ubicarse dentro del marco de las arriba expuestas. Cada una ofrece una visión única sobre cómo las organizaciones funcionan y cómo pueden ser administradas de manera efectiva.